# Vlagyimir Hackelevics Havinszon
Vlagyimir Hackelevics Havinszon, oroszul: Владимир Хацкелевич Хавинсон (Cottbus, 1946. november 27. – Szentpétervár, 2024. január 5.) orosz orvos, gerontológus.

## Életúrja
Elnöke az European region of the International Association of Gerontology and Geriatrics szervezetének. Tagja a Russian and Ukrainian Academies of Medical Sciences; Main gerontologist of the Health Committee of the Government of Saint Petersburg, Russia; Igazgatója a Saint Petersburg Institute of Bioregulation and Gerontology; Vice-president of Gerontological Society of the Russian Academy of Sciences; Head of the Chair of Gerontology and Geriatrics of the North-Western State Medical University, St-Petersburg; Colonel of medical service (USSR, Russia).
Alapítója és igazgatója 2010 óta az NPCRIZ cégnek, termékeit gyakorlatilag a thelomeraz enzimekre építi.
A telomereknek kiemelkedő szerepük van a kromoszómák természetes végeit lezáró, sokszorosan ismétlődő nukleotidsorokat tartalmazó telomérák azonosításában, amelyek védik a genomot a sejtosztódás során elkerülhetetlenül bekövetkező DNS-rövidülés káros hatásaival és a kromoszómák közti fúziókkal szemben.
Alapkutatásaik új utat nyitottak a sejtszintű öregedés és a daganatos átalakulás klinikai befolyásolási lehetőségeinek megismerésében is.